# HC 도치기 닛코 아이스벅스
HC 도치기 닛코 아이스벅스(HC 栃木日光 アイスバックス)는 1999년 창단된 일본의 프로 아이스하키팀이다. 1925년에 창단되었던 후루카와 덴코가 재정 문제로 해체된 뒤 재창단되었다. 아시아리그 아이스하키에 참가하고 있으며 도치기현 닛코시를 연고지로 두고 있고 홈구장은 닛코 키리후리 빙상장이다.

## 성적

### 정규시즌(아시아리그 아이스하키)
- 2003-04-5위
- 2004-05-6위
- 2005-06-6위(플레이오프 진출실패)
- 2006-07-4위(준플레이오프 탈락)
- 2007-08-6위(플레이오프 진출실패)
- 2008-09-7위(플레이오프 진출실패)
- 2009-10-6위(플레이오프 진출실패)
- 2010-11-6위(플레이오프 진출실패)
- 2012-13-5위(플레이오프 진출실패)

## 우승 기록

### 아시아리그 아이스하키
- 우승-0회
- 준우승-0회